# Petrarca Rugby
El Petrarca Rugby es un club italiano de rugby de la ciudad de Padua, fundado en 1947, que milita en la máxima competición italiana, el Top12, y que tiene en su palmarés 14 títulos de liga y 4 de copa.
El mayor esplendor del club tuvo lugar a principios de los años 70 y a mediados de los 80, cuando obtuvo la mayor parte de sus campeonatos. 
Tan solo 1 club, el Amatori Milano con 18 títulos ha logrado proclamarse como campeón de Italia más veces que el Petrarca.

## Títulos
- Liga Italiana de Rugby (15): 1969-70, 1970-71, 1971-72, 1972-73, 1973-74, 1976-77, 1979-80, 1983-84, 1984-85, 1985-86, 1986-87, 2010-11, 2017-18, 2021-22, 2023-24

- Copa Italiana de Rugby (4): 1981-82, 2000-01, 2021-22, 2022-23.